# Ouled Boudjemaa
Ouled Boudjemaa (în arabă أولاد بوجمعة) este o comună din provincia Aïn Témouchent, Algeria.
Populația comunei este de 6.228 de locuitori (2010).